# Феррейра де Агиар, Франсиско
Франсиско Феррейра де Агиар (порт. Francisco Ferreira de Aguiar; 11 ноября 1930, Араша — 22 мая 2012, Сан-Висенти), более известный под именем Формига (порт. Formiga) — бразильский футболист и футбольный тренер. Выступал за «Крузейро», «Сантос» и «Палмейрас». Шестикратный чемпион штата Сан-Паулу. За сборную Бразилии провел 13 матчей. После окончания карьеры футболиста, был успешным тренером, тренировал «Сантос», Сан-Паулу, Коринтианс и другие клубы. Успешно успешно работал в детской школе «Сантоса», в частности, именно Формига открыл Бразилии юного футболиста Робиньо.
Скончался 22 мая 2012 года в результате сердечного приступа.

## Достижения

### Как игрок
- Чемпион штата Сан-Паулу: 1955, 1956, 1959, 1960, 1961, 1962
- Обладатель Кубка О’Хиггинса: 1955, 1959
- Обладатель Кубка Освалдо Круза: 1955, 1956
- Обладатель Кубка Атлантики: 1956
- Обладатель Кубка Либертадорес: 1962
- Обладатель Межконтинентального Кубка: 1962

### Как тренер
- Победитель Арабской лиги чемпионов: 1984